# Tassilo Schmitt
Tassilo Schmitt (* 10. April 1961 in Würzburg) ist ein deutscher Althistoriker.
Nach dem Abitur in Würzburg und dem Wehrdienst studierte Tassilo Schmitt in den Jahren 1981 bis 1988 die Fächer der Geschichtswissenschaft und Klassischen Philologie an der Universität Würzburg und der Universität Heidelberg sowie als Gaststudent an der Jüdischen Hochschule Heidelberg. 1989 erfolgte seine Promotion in Orientalistik und Altertumswissenschaft bei Fritz Gschnitzer an der Ruprecht-Karls-Universität Heidelberg über das Thema Hannibals Siegeszug. Historiographische und historische Studien vor allem zu Polybios und Livius. Im Zeitraum von 1990 bis 2003 arbeitete er als Wissenschaftlicher Angestellter, Assistent, Oberassistent und Vertreter einer Professur an der Universität Bielefeld. Dort erfolgte 1998 auch seine Habilitation über Synesios von Kyrene. 2003 wurde Schmitt in Bielefeld zum außerplanmäßigen Professor ernannt. 2003–2004 war er als Referent und Projektleiter am Centrum für Hochschulentwicklung in Gütersloh tätig. Seit Oktober 2004 lehrt Schmitt als ordentlicher Professor für Alte Geschichte an der Universität Bremen. Seit 2009 ist er zudem Dekan des Fachbereichs Sozialwissenschaften an der Universität Bremen.
Von 2012 bis 2019 war Schmitt Vorsitzender des Philosophischen Fakultätentages; sein Nachfolger wurde Michael Sommer. Er ist zudem Vertrauensdozent der Friedrich-Naumann-Stiftung für die Freiheit an der Universität Bremen.

## Schriften (Auswahl)
Monografien
- Paroikie und Oikumene. Sozial- und mentalitätsgeschichtliche Untersuchungen zum I. Clemensbrief (= Beihefte zur Zeitschrift für die neutestamentliche Wissenschaft und die Kunde der älteren Kirche. Bd. 110). de Gruyter, Berlin u. a. 2001, ISBN 3-11-017257-7.
- Die Bekehrung des Synesios von Kyrene. Politik und Philosophie, Hof und Provinz als Handlungsräume eines Aristokraten bis zu seiner Wahl zum Metropoliten von Ptolemaïs (= Beiträge zur Altertumskunde. Bd. 146). Saur, München u. a. 2001, ISBN 3-598-77695-0.
- Hannibals Siegeszug. Historiographische und historische Studien vor allem zu Polybios und Livius (= Quellen und Forschungen zur antiken Welt. Bd. 10). tuduv-Verlags-Gesellschaft, München 1991, ISBN 3-88073-430-5 (als Dissertation unter dem Titel: Von der Rhône nach Cannae).

Herausgeberschaften
- Gegenwärtige Antike – antike Gegenwarten. Kolloquium zum 60. Geburtstag von Rolf Rilinger. Oldenbourg, München 2005, ISBN 3-486-56754-3.
- mit Michael Sommer (Hrsg.): Von Hannibal zu Hitler. »Rom und Karthago«. 1943 und die deutsche Altertumswissenschaft im Nationalsozialismus. Wissenschaftliche Buchgesellschaft, Darmstadt 2019, ISBN 978-3-534-27107-8; Rezension von Simon Strauss in: Frankfurter Allgemeine Zeitung, Nr. 169, 24. Juli 2019, S. N 3 Geisteswissenschaften.